# 佘有进
佘有進（英語：Seah Eu Chin，1805年8月30日—1883年9月23日），又名邦從，廣東潮州府人，新加坡华侨，著名企業家。

## 簡介
佘有進於嘉慶十年七月初七日（公元1805年8月30日）诞於大清廣東省潮州府澄海縣月浦村（今广东省汕头市金平区月浦街道一带），他的父亲佘慶烈曾是玉浦村的一名官员。佘有進小时候受过中国传统教育，但之后决定到国外寻求财富。佘有進是新加坡的僑領人物，他在19世紀後期因自己拥有的大型甘蜜及胡椒等作物的种植园而被称为“甘蜜王”，最终成為巨富者。

## 生平
佘有進于1823年来到新加坡，首先担任文员，然后成为种植园主，最后成为商人。
1830年，佘有進召開澄海及海陽二縣12姓氏代表，協商捐資合組一所潮人機構，以潮州古名義安郡命名“義安公司”，其宗旨為祭祀及聯絡鄉僑感情；集資購置墳地供潮人埋葬。
1845年，新加坡首個潮人公眾社團“義安公司”正式成立，之後其又以義安郡為基礎設立了新加坡潮州會館。

## 家庭
1837年，佘有進与霹雳州甲必丹（即华人社区领袖）Tan Ah Hun的女儿结婚。她不久后死于天花的后遗症，大约一年后，他与她的姐姐结婚，并与她生了几个孩子。他的姐夫陈成宝（英語：Tan Seng Poh）和他的妹妹来到新加坡接受教育。陈成宝是一名种植鸦片和烈酒原料的农民（他曾经营一家由政府招标的垄断市场的企业，其从事从英属印度进口的生鸦片的加工。The Opium and Spirit Farm，又称“Excise”，是海峡殖民地的主要收入来源）并帮助佘有進于1864年退休后管理其旗下的公司。
佘有進之子佘連城為當時新加坡的非正式立法議員，而佘柏城、佘石城及其孫佘應忠均任太平局紳，故佘有進又被稱為“佘皇帝”。

## 逝世
佘有進於1883年9月23日逝世於其位於北駁船碼頭路門牌4號的宅邸，葬於位於新加坡大巴窯鎮邊一座狀似元寶的墳山頂端。
新加坡位於中峇魯的“有進街”（英語：Eu Chin Street）則是以佘有進命名。